# Phoxichilidium pyrgodum
Phoxichilidium pyrgodum is een zeespin uit de familie Phoxichilidiidae. De soort behoort tot het geslacht Phoxichilidium. Phoxichilidium pyrgodum werd in 1995 voor het eerst wetenschappelijk beschreven door Child. 